# Caetano Antônio Lima dos Santos
Pour les articles homonymes, voir Antônio Lima dos Santos, Lima (homonymie) et Santos (homonymie).
Antônio Lima dos Santos, né le 26 octobre 1916 dans le village d'Altamira (municipalité de Conde, Bahia) et mort le 11 novembre 2014 à Governador Valadares (Minas Gerais), est un prélat catholique, un écrivain et un professeur brésilien.

## Biographie
Ordonné prêtre le 15 décembre 1940 dans l'Ordre des frères mineurs capucins, il est nommé évêque du diocèse d'Ilhéus (Bahia) le 16 avril 1958 par le pape Pie XII et ordonné le 10 août. Il démissionne le 16 décembre 1969 et est nommé évêque titulaire de Tagarbala (de), charge qu'il abandonne l'année suivante. Avec l'accord du pape, il retourne à l'état laïque et épouse la sœur Maria Vila Boas de Almeida, dont il est tombé amoureux.

### Enseignement et écriture
Titulaire d'un doctorat en philosophie de l'Université pontificale grégorienne de Rome, il étudie aussi la théologie au collège international San Lorenzo da Brindisi. Polyglotte, il traduit de l'anglais, de l'italien et du latin vers le portugais.
Après avoir abandonné l'état ecclésiastique, il écrit une quinzaine de livres sur les thèmes des relations familiales, de l'estime de soi ou de la religion (Filosofando com o mestre, O sucesso através do desenvolvimento integral da personalidade). Il est le cofondateur de l'Université de Droit d'Ilhéus et le fondateur de l'Académie de lettres d'Ilhéus.
Avec son épouse, il crée la Fondation MariAn, destinée à former les personnes qui se dédient aux tâches domestiques. Il fonde des écoles d'anglais et d'espagnol à Governador Valadares et donne des cours de philosophie à la Faculdade de Direito do Vale do Rio Doce. Pendant une trentaine d'années, il écrit tous les quinze jours dans le Diário do Rio Doce.

### Mort
Il meurt à l'âge de 98 ans d'un cancer du poumon.